# Melicerita angustiloba
Melicerita angustiloba är en mossdjursart som beskrevs av Tenison Woods 1862. Melicerita angustiloba ingår i släktet Melicerita och familjen Cellariidae. Inga underarter finns listade i Catalogue of Life.